# Verkündigung und Forschung
Die Zeitschrift Verkündigung und Forschung bringt in gesammelter Form Rezensionen aus den theologischen Disziplinen. Jedes Heft hat einen eigenen thematischen Schwerpunkt, der perspektivisch aus der jeweiligen Disziplin konzipiert ist. Zusätzlich gibt es Themarezensionen, die aus dem Blickwinkel theologischer Nachbarfächer den Themenschwerpunkt ergänzen oder als Streiflichter zu aktuellen Gesprächslagen in Kirche, Schule und Gesellschaft Stellung nehmen.
Die Zeitschrift richtet sich an Studenten, Religionslehrer und Pfarrer. Sie wurde 1934 von Ernst Wolf begründet und von Gerhard Sauter weitergeführt. Zum Herausgeberkreis gehören heute Heinrich Assel, Reiner Anselm, Judith Becker, Alexander Deeg, Friedhelm Hartenstein, Katharina Heyden, Anne Koch, Martin Leuenberger, Moisés Mayordomo, Bernd Schröder, Annette Weissenrieder und Henning Wrogemann. Die Redaktion verantwortet der Greifswalder Theologe Henning Theißen.